# Roméo Lavia
Roméo Lavia (Brüsszel, 2004. január 6. –) belga válogatott labdarúgó, középpályás. A Premier League-ben szereplő Chelsea játékosa.

## Pályafutása
Lavia a karrierjét az S.C. Woluwe-ben kezdte, nyolcévesen került az Anderlecht akadémiájára, majd 16-évesen profi szerződést írt alá a Manchester City csapatával.
2021 nyarán csatlakozott a felnőtt-csapathoz Josep Guardiola irányítása altt, majd nevezték a Bajnokok Ligája 2021–2022-es szezonjában.
Szeptember 21-én, 17-évesen játszotta első profi mérkőzését a Wycombe Wanderers ellen az EFL kupában.
2022. július 6-án ötéves szerződést kötött a Southampton csapatával. Augusztus 6-án mutatkozott be a Tottenham Hotspur ellen 4–1-es vereséggel.
Augusztus 30-án szerezte karrierje első gólját, a Chelsea elleni 2–1-es győztes találkozón. Ezzel Lavia lett a Premier League első 2004-ben született gólszerzője.
2023. augusztus 18-án hétéves szerződést kötött a Chelsea csapatával.

### A válogatottban

#### Belgium
Többszörös korosztályos válogatott, 2023. március 28-án debütált a felnőttek között, a Németország ellen 3–2-es győztes felkészülési találkozón.

## Statisztika
2023. július 10-i állapot szerint
| Klub             | Szezon           | Bajnokság        | Bajnokság | Bajnokság | FA Cup | FA Cup | EFL Cup | EFL Cup | Nemzetközi | Nemzetközi | Egyéb | Egyéb | Összes | Összes |
| Klub             | Szezon           | Liga             | Mérk.     | Gólok     | Mérk.  | Gólok  | Mérk.   | Gólok   | Mérk.      | Gólok      | Mérk. | Gólok | Mérk.  | Gólok  |
| ---------------- | ---------------- | ---------------- | --------- | --------- | ------ | ------ | ------- | ------- | ---------- | ---------- | ----- | ----- | ------ | ------ |
| Manchester City  | 2021/22          | Premier League   | 0         | 0         | 1      | 0      | 1       | 0       | 0          | 0          | —     | —     | 2      | 0      |
| Southampton      | 2022/23          | Premier League   | 29        | 1         | 2      | 0      | 3       | 0       | —          | —          | —     | —     | 34     | 1      |
| Chelsea          | 2023/24          | Premier League   | 0         | 0         | 0      | 0      | 0       | 0       | —          | —          | —     | —     | 0      | 0      |
| KARRIER ÖSSZESEN | KARRIER ÖSSZESEN | KARRIER ÖSSZESEN | 29        | 1         | 3      | 0      | 4       | 0       | 0          | 0          | 0     | 0     | 36     | 1      |

### A válogatottban
2023. július 10-i állapot szerint
| Belgium  | Belgium | Belgium |
| Év       | Mérk.   | Gólok   |
| -------- | ------- | ------- |
| 2023     | 1       | 0       |
| Összesen | 1       | 0       |